# 雍齒
雍齒（？—前192年），秦末漢初泗水郡沛縣人。原为沛县世族。
秦二世皇帝元年（前209年），劉邦反秦称沛公，雍齒随从，但雍齿素轻刘邦。翌年，在劉邦最困难的时候，雍齒献出了丰邑投靠了魏国周巿，刘邦大怒，数攻丰邑而不下，只好到薛（今山東滕州）投奔项梁，劉邦因此对雍齒非常痛恨。後雍齒属趙，再降劉邦。
高祖六年（前201年），漢高祖劉邦恩賞功臣封為列侯。但聽說有人不服，天天發牢騷，劉邦問計於張良，張良說「陛下最恨誰就先賞誰，這樣眾臣就不會擔心自己沒封賞了。」劉邦於是封雍齒為什方侯，食邑二千五百戶。
汉惠帝三年（前192年），雍齒去世，谥号肃侯。
三國時代南中豪帅雍闓，是雍齒的後裔。